# David Miscavige
David Miscavige, född 30 april 1960 i Philadelphia, Pennsylvania, är ledare för Religious Technology Center, som är det styrande organet inom Scientologikyrkan och som övervakar alla varumärken som tillhör organisationen samt upphovsrätten för alla L. Ron Hubbards läror. Medan Heber Jentzsch innehar titeln som president för Scientologikyrkan brukar Miscavige anses som organisationens de facto-ledare. 

## Biografi
David Miscavige led som barn av svår astma och hans far, som blivit intresserad av scientologi, tog honom till en scientolog och pojken upplevde sig botad. Senare blev hela familjen involverad i Scientologikyrkan och bodde periodvis i England där de studerade vid kyrkans dåvarande högkvarter Saint Hill nära East Grinstead. Vid sexton års ålder gick Miscavige med i Sjöorganisationen. Han arbetade för Commodore's Messenger Organization, först i Clearwater i Florida och senare hos L. Ron Hubbard i Kalifornien. Där arbetade han bland annat som kameraman på filminspelningar tillsammans med Hubbard och tog över organisationen när Hubbard  dog 1986. 
L. Ron Hubbard hade vid den här tiden dragit sig undan från offentligheten, och Commodore's Messenger Organization tog över makten inom kyrkan från Guardian's Office, som letts av Hubbards fru Mary Sue Hubbard och som svärtats ner av att hon och flera andra dömts till fängelse för sin inblandning i Operation Snow White. Det spekuleras i huruvida Miscavige kom till makten inom organisationen genom rent spel eller inte, bland annat på grund av att L Ron Hubbard ändrade sitt testamente precis innan han dog, så att Religious Technology Center fick kontrollen över rörelsen i stället för att Hubbards fru, Mary Sue Hubbard fick ärva. Vissa experter har hävdat att Hubbards signatur på dokumenten som gav rätten till Scientologin och Dianetikens varumärken till RTC var förfalskade, men det finns även omständigheter som tyder på att de är legitima. Många scientologer lämnade organisationen vid den tiden för att de tyckte att Miscavige ändrade Hubbards läror. 
Miscavige figurerar sällan i media men intar en central position vid stora sammankomster inom rörelsen. Det var han som under pompa och ståt förkunnade för medlemmarna att Scientologikyrkan fått erkännande som skattebefriad religion av Internal Revenue Service, efter år av tvister. Flera avhoppade scientologer har vittnat om att Miscavige regelbundet varit våldsam och slagit sina underordnade.

## Privatliv
Miscavige gifte sig 1982 med Shelly Miscavige. Hon har inte setts offentligt sedan runt 2007. Efter att ha mottagit anmälningar om att hon skulle vara försvunnen har Los Angeles-polisen lagt ner fallet då de har varit i kontakt med henne. Flera källor uppger att hon troligen befinner sig på Church of Spiritual Technologys hemliga bas i närheten av Lake Arrowhead i Kalifornien, och fortfarande är lojal till L. Ron Hubbards läror. Miscavige är mycket nära vän med skådespelaren och scientologen, Tom Cruise och har bland annat varit hans best man på Cruise bröllop. Enligt flera avhoppare har Miscavige ett stort inflytande på Cruise.
Miscavige har en äldre bror, en tvillingsyster och en yngre syster. Hans bror, Ron Jr., lämnade Scientologikyrkan år 2000. David Miscaviges far, Ron Miscavige, hoppade av från Scientologikyrkan 2012. 2016 publicerade han sin bok, Ruthless: Scientology, My Son David Miscavige, and Me. Även Miscaviges brorsdotter, Jenna Miscavige Hill, har skrivit en självbiografi, Beyond Belief (2013).